# Weweantic, Massachusetts
Weweantic, Massachusetts (енгл. Weweantic) насељено је место без административног статуса у америчкој савезној држави Масачусетс.

## Демографија
По попису из 2010. године број становника је 2.105, што је 202 (10,6%) становника више него 2000. године.
| Група             | 2000.         | 2010.         |
| Белци             | 1.686 (88,6%) | 1.814 (86,2%) |
| Афроамериканци    | 53 (2,8%)     | 68 (3,2%)     |
| Азијати           | 9 (0,5%)      | 8 (0,4%)      |
| Хиспаноамериканци | 24 (1,3%)     | 35 (1,7%)     |
| Укупно            | 1.903         | 2.105         |